# Dumbrava (Cernăuți)
Dumbrava (în ucraineană Діброва) este un monument al naturii de tip botanic de importanță locală din orașul Cernăuți (Ucraina), situată pe str. Nauki, 1.
Suprafața ariei protejate constituie 0,635 de hectare, fiind creată în anul 2009 prin decizia comitetului executiv regional. Statutul a fost acordat pentru protejarea unei dumbrave valoroase de stejar comun (Quercus robur).